# Siret (stad)
Siret is een stad (oraș) in het Roemeense district Suceava. De stad telt 9329 inwoners (2002).